# هيداكا
هيداكا  هي بلدية في اليابان، وبلدة في اليابان، تقع في واكاياما، ومقاطعة هيداكا، بلغ عدد سكانها 7,669  نسمة وذلك حسب إحصائيات سنة 2017، تبلغ مساحتها 46.19 كيلومتر مربع.

## الموقع
تشترك في الحدود مع:
- غوبو، واكاياما
- هيداكاغاوا  [لغات أخرى]‏
- يورا  [لغات أخرى]‏
- ميهاما  [لغات أخرى]‏
- Hirogawa, Wakayama [الإنجليزية]‏.

## أعلام
- ماسانوبو أوكوبو